# Thế hệ thứ tám của máy chơi trò chơi điện tử
Thế hệ thứ tám của máy chơi trò chơi điện tử bắt đầu vào năm 2012, gồm ba máy chơi trò chơi điện tử tại gia: Wii U phát hành vào năm 2012, dòng PlayStation 4 vào năm 2013 và dòng Xbox One vào năm 2013. Nintendo Switch, một máy chơi trò chơi điện tử lai phát hành vào năm 2017, cũng được coi là máy chơi trò chơi điện tử thế hệ thứ tám trùng với thế hệ thứ chín.
Không giống như hầu hết các thế hệ trước, sự sáng tạo mới về mặt phần cứng là không nhiều để đánh dấu thế hệ này mạng lại sự khác biệt với thế hệ trước. Sony và Microsoft tiếp tục sản xuất các hệ máy mới có thiết kế và khả năng tương tự như các hệ máy tiền nhiệm, nhưng với hiệu suất được cải thiện (tốc độ xử lý, đồ họa có độ phân giải cao hơn và dung lượng lưu trữ tăng lên) để biến những máy chơi trò chơi điện tử trở nên hợp nhất với máy tính cá nhân, tăng cường hỗ trợ các trò chơi được phân phối kỹ thuật số và trò chơi dưới dạng dịch vụ. Trò chơi được điều khiển bằng chuyển động của thế hệ thứ bảy tuy suy yếu về mức độ phổ biến, nhưng các hệ máy này đang chuẩn bị cho sự phát triển của thực tế ảo (VR), khi Sony giới thiệu PlayStation VR vào năm 2016. Sony tập trung nhiều vào các nhà phát triển bên thứ nhất và các trò chơi độc quyền làm trọng tâm bán hàng, trong khi Microsoft bắt đầu mở rộng hơn nữa các dịch vụ trò chơi, tạo ra dịch vụ Xbox Game Pass cho cả Xbox và Windows, cũng như dịch vụ phát trò chơi trực tuyến xCloud. Cả hai hê máy của Microsoft và Sony đều được làm mới vào khoảng giữa chu kỳ của một thế hệ, với các bản nâng cao làPlayStation 4 Pro vàXbox One X, cũng như phiên bản giá rẻ hơn là PlayStation 4 Slim và Xbox One S, lược bỏ một số tính năng. Tính đến năm 2019, dòng PlayStation 4 và Xbox One đã bán được ước tính lần lượt là 106 và 46 triệu máy.
Nintendo vẫn đi trên một con đường riêng biệt với Sony hoặc Microsoft trong chiến lược đại dương xanh. Wii U bản đầu được nhắm để trở thành một phiên bản mạnh mẽ hơn của Wii nhằm đáp ứng nhu cầu của các game thủ chuyên nghiệp, nhưng phương tiện và mục đích của máy đã thua do cách máy được tiếp thị. Wii U về cơ bản không đạt được doanh thú như dự đoán của Nintendo, chỉ có 13,5 triệu máy trước khi ngừng sản xuất vào năm 2017, điều này đã khiến Nintendo phát hành Switch vào năm 2017, thiết kế và tiếp thị của máy đã sữa chữa sai lầm của Wii U trong khi vẫn đáp ứng một loạt các nhân khẩu học và các tình huống có thể xảy ra khi chơi trò chơi. Sau đó, Nintendo phát hành Nintendo Switch Lite, một phiên bản không có đế gắn nhưng có tính năng tối ưu hóa các thành phần khác và tương thích với hầu hết các trò chơi. Đến tháng 9 năm 2020, cả hai mẫu Switch đã xuất xưởng hơn 68 triệu máy.
Máy chơi trò chơi điện tử cầm tay đã cố gắng chống lại sức ép ngày càng tăng của mảng trò chơi di động. Nintendo 3DS và 2DS kế tục dòng Nintendo DS hiện đã ngừng sản xuất, trong khi PlayStation Vita là dòng máy kế nhiệm PlayStation Portable. Dòng máy Nintendo 3DS/2DS đã đạt 75 triệu vào tháng 9 năm 2019, nhưng Vita ước tính chỉ bán ra khoảng 10 triệu vào cuối năm 2015. Sony quyết định ngừng sản xuất máy vào năm 2019 và không có kế hoạch khác cho hệ máy cầm tay. Nintendo ngừng sản xuất Nintendo 3DS vào năm 2020, chấm dứt sản xuất bất kỳ máy chơi trò chơi điện tử cầm tay chuyên dụng nào trong ngành ngoài Switch và Switch Lite.
Ngoài sự tăng trưởng của lĩnh vực trò chơi di động, thị trường của thế hệ thứ tám còn bị ảnh hưởng bởi các sự kiện ở Trung Quốc, nơi lệnh cấm đối với máy chơi trò chơi điện tử được dỡ bỏ vào năm 2015 và đại dịch COVID-19 vào năm 2020, làm trì hoãn một số các bản phát hành trò chơi nhưng cho thấy sự gia tăng đáng kể trong việc mua trò chơi điện tử bởi những người bị cách ly tại nhà. Một số microconsole cổ điển cũng được phát hành trong thời gian này.

Sony và Microsoft đã lần lượt phát hành PlayStation 5 và Xbox Series X và Series S vào tháng 11 năm 2020. Được coi là hệ máy thế hệ tiếp theo rất được mong đợi của họ, cả hai tiếp tục xu hướng của thế hệ thứ tám với tổng thể hiệu suất tính toán được cải thiện chung, cho ra đồ họa độ nét cao và hỗ trợ tương thích ngược mạnh mẽ để giảm thiểu sự gián đoạn khi nâng cấp lên nền tảng mới.

## Bối cảnh
Thế hệ này dự đoán sẽ đối mặt với sự cạnh tranh từ điện thoại thông minh, máy tính bảng và TV thông minh. Vào năm 2013, doanh thu trò chơi trên Android đã vượt doanh thu trên máy chơi trò chơi điện tử cầm tay, trong khi vẫn chỉ đứng thứ hai sau doanh thu trò chơi trên iOS. Trong năm tài chính (FY) 2013 (kết thúc vào đầu năm 2013), Nintendo bán được 23,7 triệu máy, trong khi Apple bán được 58,2 triệu iPad vào FY 2012 (kết thúc vào cuối năm 2012). Một mối đe dọa đặc biệt đối với các trò chơi trên nhiều hệ máy là những trò chơi miễn phí, trong đó hầu hết người chơi đều ưa chuộng chơi miễn phí và một số ít người chơi khác trả tiền để chơi phần còn lại của trò chơi, hoặc trò chơi được hỗ trợ bởi quảng cáo.
PlayStation 4, Xbox One và Wii U đều sử dụng AMDGPU và hai trong số chúng (PS4 và XBO) cũng sử dụng AMD CPU trên một x86-64 Architecture, tương tự như máy tính cá nhân thông thường (trái ngược với PowerPC Architecture của IBM được sử dụng trong thế hệ trước). Microsoft, Nintendo và Sony đều không biết rằng tất cả cùng sử dụng phần cứng AMD cho đến thời điểm công bố. Sự thay đổi này được coi là có lợi cho sự phát triển đa nền tảng, do sự tương đồng ngày càng tăng giữa phần cứng PC và phần cứng máy chơi trò chơi điện tử. Nó cũng giúp tăng thị phần cho AMD (vốn đã phải đối mặt với sự cạnh tranh ngày càng gắt gao từ Intel trên thị trường PC).
Nhiều microconsole khác nhau (nhỏ hơn và chủ yếu dựa trên hệ điều hành Android) đã phát hành từ năm 2012, mặc dù chúng hiếm khi được coi là một phần của thế hệ thứ tám (hoặc bất kỳ) của máy chơi trò chơi điện tử. Các hệ máy vi mô này bao gồm Ouya, Nvidia Shield Console, Amazon Fire TV, PlayStation TV, MOJO, Razer Switchblade, GamePop, GameStick và máy Steam Machine dựa trên PC. Một số microconsoles phát hành như phiên bản thu nhỏ của các máy từ thế hệ trước, chạy một số trò chơi từ máy đó. Chúng bao gồm NES Classic Edition, SNES Classic Edition, PlayStation Classic và Sega Genesis Mini.
Các tùy chọn trò chơi trên đám mây cũng đã được phát triển ở thế hệ thứ tám. PlayStation Now cho phép chơi trò chơi trên đám mây của PlayStation 2, 3 và 4 với hệ máy PlayStation hiện tại và máy tính cá nhân. Microsoft bắt đầu phát triển một dịch vụ tương đương gọi là xCloud cho các trò chơi Xbox và Windows. Google phát hành Stadia, một nền tảng trò chơi trên đám mây chuyên dụng được thiết kế để giảm độ trễ và các tính năng nâng cao.

## Quá trình chuyển đổi
Các thế hệ trước đây để chuyển sang thế hệ tiếp theo thường chỉ mất 5 - 6 năm, nhưng quá trình chuyển từ thế hệ thứ bảy sang thế hệ thứ tám kéo dài tới tám năm. Sự chuyển đổi này cũng khác nhiều ở chỗ hệ máy bán chạy nhất của thế hệ trước, Wii U, lần đầu tiên bị thay thế trong thế hệ thứ tám. Năm 2011, Microsoft tuyên bố công ty bắt đầu quan tâm đến hệ máy tiếp theo của họ, nhưng cùng với Sony, nhận ra họ chỉ mới đi được nửa vòng đời mười năm cho các hệ máy thế hệ thứ bảy. Đại diện của Sony và Microsoft nhấn mạnh việc bổ sung bộ điều khiển chuyển động và bộ camera cảm biến dựa trên bộ điều khiển như Xbox Kinect và PlayStation Move là để kéo dài tuổi thọ của hai hệ máy này. Chủ tịch Nintendo, Iwata Satoru tuyên bố công ty của ông sẽ phát hành Wii U do doanh thu của các máy chơi trò chơi thế hệ thứ bảy đang suy giảm và "thị trường hiện nay đang chờ một cỗ máy mới". Sony cân nhắc về việc biến chiếc máy chơi trò chơi tiếp theo của mình thành một máy chỉ có tính năng tải xuống kỹ thuật số, nhưng cuối cùng quyết định loại bỏ, do lo ngại về tốc độ mạng internet trên toàn cầu, đặc biệt là ở các nước đang phát triển.
Cả Microsoft và Sony đều công bố kế hoạch cho hệ máy thế hệ tiếp theo của họ, Xbox Series X và PlayStation 5, phát hành vào năm 2020. Cả hai công ty đều nhấn mạnh rằng họ muốn đây là một quá trình chuyển đổi nhẹ nhàng, cho phép các trò chơi Xbox One và PlayStation 4 tương thích ngược trực tiếp trên các hệ thống tương ứng của chúng. Microsoft tuyên bố tất cả các trò chơi Xbox One (bao gồm tất cả các trò chơi tương thích ngược hiện có từ Xbox 360 và Xbox gốc có thể chơi được trên Xbox One) cũng có thể chơi trên Xbox Series X và giới thiệu chương trình Smart Delivery, cung cấp các bản cập nhật hiệu suất nâng cao, tùy chọn trò chơi Xbox One để chơi trên Xbox Series X. Sony đã tuyên bố "phần lớn" trò chơi PlayStation 4 có thể chơi trên PlayStation 5, với nhiều trò chơi chạy ở tốc độ khung hình và độ phân giải cao hơn.

## Thị thường Trung Quốc
Thế hệ máy chơi trò chơi thứ tám cũng chứng kiến sự trở lại của các nhà sản xuất trên thị trường Trung Quốc. Chính phủ Trung Quốc đã cấm các máy chơi trò chơi vào năm 2000, với lý do chúng có thể ảnh hưởng đến thế hệ trẻ. Lệnh cấm này đã dẫn đến việc chơi trò chơi điện tử bằng máy chuyển sang một lĩnh vực khác, bao gồm cả chợ đen nếu muốn mua máy, đồng thời khiến cho trò chơi trên máy tính cá nhân bùng nổ ở Trung Quốc, bao gồm cả sự lan rộng của quán cà phê Internet và PC bangs. Lệnh cấm này kéo dài đến tháng 1 năm 2014, khi chính phủ Trung Quốc lần đầu tiên mở cửa cho phép bán máy chơi trò chơi điện tử trong Khu Thương mại Tự do Thượng Hải (FTZ). Đến tháng 7 năm 2015, lệnh cấm đối với máy chơi trò chơi điện tử đã được dỡ bỏ hoàn toàn. Thị trường trò chơi điện tử Trung Quốc rất hấp dẫn, ước tính có khoảng 500 triệu người chơi tiềm năng và chiếm hơn 24 tỷ đô la Mỹ doanh thu tính đến năm 2016.
Microsoft và Sony đã nhanh chóng tận dụng lợi thế của việc dỡ bỏ lệnh cấm, thông báo bán các nền tảng Xbox One và PlayStation 4 trong FTZ ngay sau thông báo năm 2014. Microsoft thiết lập quan hệ đối tác với BesTV New Media Co, một công ty con của Shanghai Media Group, để bán các thiết bị Xbox One ở Trung Quốc với các đơn hàng đầu tiên vào tháng 9 năm 2014. Sony đã làm việc với Shanghai Oriental Pearl Media vào tháng 5 năm 2014 để thiết lập sản xuất trong FTZ, với PlayStation 4 và PlayStation Vita được vận chuyển vào Trung Quốc vào tháng 3 năm 2015. Giám đốc điều hành của Sony Computer Entertainment Andrew House giải thích vào tháng 9 năm 2013 rằng công ty dự định sử dụng PlayStation Vita TV như một giải pháp thay thế chi phí thấp cho người tiêu dùng trong nỗ lực thâm nhập thị trường Trung Quốc.
Ban đầu Nintendo không tìm cách đưa Wii U vào Trung Quốc; Chủ tịch Nintendo of America, Reggie Fils-Aime, nói Trung Quốc quan tâm đến công ty sau khi lệnh cấm được dỡ bỏ, nhưng cho rằng có những khó khăn tương tự trong việc thiết lập doanh số bán hàng ở đó như họ từng gặp phải với Brazil. Sau đó, Nintendo đã hợp tác với Tencent vào tháng 4 năm 2019 để giúp bán và phân phối Nintendo Switch cũng như hỗ trợ các trò chơi thông qua quy trình phê duyệt của chính phủ Trung Quốc do National Radio and Television Administration dẫn đầu.

## Máy chơi trò chơi điện tử tại gia

### Wii U
Vào tháng 11 năm 2010, Reggie Fils-Aime, CEO của Nintendo of America tuyên bố rằng việc phát hành thế hệ tiếp theo của Nintendo sẽ được quyết định bởi sự thành công của Wii. Nintendo đã công bố kế nhiệm cho Wii là Wii U, tại Hội chợ triển lãm giải trí điện tử 2011 vào ngày 7 tháng 6 năm 2011. Sau khi công bố, một số nhà báo đã phân loại hệ máy này là máy chơi trò chơi điện tử tại gia đầu tiên của thế hệ thứ tám. Tuy nhiên, các nguồn tin nổi tiếng đã tranh cãi điều này vì sức mạnh quá kém của máy và sử dụng loại đĩa cũ hơn so với các thông số kỹ thuật công bố cho PlayStation 4 và Xbox One.
Bộ điều khiển chính của Wii U, Wii U GamePad, có màn hình cảm ứng nhúng hoạt động như một màn hình tương tác phụ trợ theo kiểu tương tự Nintendo DS / 3DS hoặc nếu tương thích với "Off TV Play", máy cũng có thể  trở thành một màn hình chính, cho phép chơi các trò chơi mà không cần TV. Wii U tương thích với các thiết bị ngoại vi của tiền nhiệm, chẳng hạn như Wii Remote Plus,Nunchuk, và Wii Balance Board.
Wii U được phát hành tại Bắc Mỹ vào ngày 18 tháng 11 năm 2012, tại Châu Âu vào ngày 30 tháng 11 năm 2012 và tại Nhật Bản vào ngày 8 tháng 12 năm 2012. Nó có hai phiên bản, một Basic Model và Deluxe/Premium Model, với mức giá là 300 đô la và 349 đô la Mỹ. Vào ngày 28 tháng 8 năm 2013, Nintendo tuyên bố việc sản xuất model cơ bản đã kết thúc và dự kiến nguồn cung cấp sẽ cạn kiệt vào ngày 20 tháng 9 năm 2013. Vào ngày 4 tháng 10 năm 2014, model Deluxe / Premium đã giảm giá từ 349 xuống còn 300 đô la Mỹ.
Wii U có doanh số cả vòng đời khoảng 13 triệu, trái ngược hoàn toàn với Wii, với hơn 100 triệu. Điều này gây tổn hại về mặt tài chính của Nintendo. Công ty đã dự đoán Wii U sẽ có doanh thu tương tự như Wii nhưng không thành. Nintendo chính thức ngừng phát hành Wii U vào ngày 31 tháng 1 năm 2017, khoảng một tháng trước khi phát hành Nintendo Switch.

### PlayStation 4
Vào ngày 20 tháng 2 năm 2013, Sony công bố PlayStation 4 trong một cuộc họp báo ở New York. Hệ máy mới này tập trung nhiều vào các tính năng tương tác qua mạng xã hội; những trò chơi trên PlayStation 4 có thể được chia sẻ thông qua PlayStation Network và các dịch vụ khác, một điểm đặc biệt là người dùng có thể phát trực tiếp các trò chơi họ đang chơi thông qua máy hoặc qua các dịch vụ như Twitch. Bộ tay cầm điều khiển DualShock 4 tương tự như DualShock 3 , nhưng thêm một touchpad và nút "Chia sẻ", cùng với thanh  Điốt phát sáng ở mặt trước để theo dõi chuyển động. Một máy ảnh đi kèm sử dụng camera âm thanh nổi với 1280 × 800px có hỗ trợ cảm biến ngoại vi tương tự như Kinect của Microsoft và vẫn tương thích với các thiết bị PlayStation Move. PlayStation 4 cũng có màn hình thứ hai thông qua ứng dụng di động và PlayStation Vita, cũng như trò chơi trên đám mây phát trực tuyến qua dịch vụ Gaikai.
PlayStation 4 được phát hành vào ngày 15 tháng 11 năm 2013 tại Bắc Mỹ, ngày 29 tháng 11 năm 2013 tại Úc và Châu Âu với giá 399,99 USD, 549 USD và 399 euro.

### Xbox One
Vào ngày 21 tháng 5 năm 2013, Microsoft đã công bố Xbox One tại một sự kiện ở Redmond, Washington. Chiếc console này tập trung vào tính năng giải trí, bao gồm khả năng kết nối với TV từ hộp  set-top box qua HDMI và sử dụng hướng dẫn chương trình điện tử, khả năng đa nhiệm bằng cách mở nhiều ứng dụng (như Skype và Internet Explorer) ở một phía màn hình, tương tự như Windows 8. Xbox One có bộ điều khiển mới với "Impulse Triggers", cung cấp phản hồi xúc giác và khả năng quay lại các cảnh trong một trò chơi. Một phiên bản cập nhật của Kinect đã được phát triển cho Xbox One, với camera 1080p và điều khiển giọng nói mở rộng. Ban đầu được đóng gói với máy nhưng bị đánh giá thấp và bị loại khỏi các gói sau này.
Xbox One phát hành tại Bắc Mỹ, Châu Âu và Úc vào ngày 22 tháng 11 năm 2013, với giá ban đầu lần lượt là 499,99 đô la Mỹ, 499 euro và 599 đô la Úc với Nhật Bản sau đó được phát hành ở 26 thị trường khác vào năm 2014. Nâng cấp giữa hai thế hệ, một phiên bản được phát hành vào năm 2016 là Xbox One S và phiên bản còn lại là Xbox One X bổ sung đồ họa 4K phát hành cùng năm. Microsoft tuyên bố Xbox One X là "Máy chơi trò chơi điện tử mạnh nhất thế giới" và mạnh hơn 40% so với bất kỳ máy nào khác tại cùng thời điểm phát hành.

### Nintendo Switch
Do doanh số của Wii U bán quá kém, cùng với sự cạnh tranh từ trò chơi trên điện thoại di động, chủ tịch Nintendo, Iwata Satoru lúc đó đã tìm cách hồi sinh công ty bằng cách bàn ra một chiến lược mới cho Nintendo, ông quyết định sẽ làm một máy chơi trò chơi khác lấy cảm hứng từ trò chơi trên điện thoại di động, và phát triển phần cứng mới có thể hấp dẫn nhiều người chơi hơn. Sản phẩm phần cứng cuối cùng được công bố dưới tên mã NX trong cuộc họp báo với DeNA vào ngày 17 tháng 3 năm 2015 và xuất hiện với tên Nintendo Switch vào ngày 20 tháng 10 năm 2016. Máy phát hành trên toàn thế giới vào ngày 3 tháng 3 năm 2017, cạnh tranh với Xbox One và PlayStation 4.
Nintendo coi Switch là một máy chơi trò chơi tại gia có nhiều cách để chơi. Phần chính của máy là một thiết bị có kích thước bằng máy tính bảng với màn hình cảm ứng. Máy có thể được chèn vào Docking Station để có thể chơi trên TV. Ngoài ra, hai chiếc Joy-Con, là bộ điều khiển cảm biến chuyển động có thể sánh với Wii Remote, được đặt ở hai bên cạnh của Switch để thiết bị có thể được chơi dưới dạng cầm tay. Hơn nữa, máy có thể gắn vào chân đế, cho phép nhiều người chơi trên màn hình ngoài và chơi trò chơi với một Joy-Con riêng biệt. Ngoài ra, Nintendo đã xây dựng Switch dự trên các thành phần tiêu chuẩn của ngành, cho phép dễ dàng chuyển các trò chơi lên hệ thống bằng cách sử dụng các thư viện phần mềm và công cụ trò chơi tiêu chuẩn, hơn là các phương pháp tiếp cận độc quyền của Nintendo. Điều này cho phép họ đưa một số nhà phát triển trò chơi độc lập và bên thứ ba tham gia trước khi ra mắt để đảm bảo một số trò chơi của bên thứ ba tham gia vào thư viện phần mềm của họ.
Mặc dù Switch yếu hơn đáng kể về sức mạnh xử lý so với các đối thủ cạnh tranh, máy nhận được nhiều lời khen ngợi và thành công về mặt thương mại. Nintendo dự đoán sẽ bán ra khoảng 10 triệu Switch trong năm đầu tiên phát hành nhưng doanh thu đã vượt mức dự đoán này với tổng doanh số bán hàng năm đầu tiên là hơn 17 triệu máy, vượt quá doanh số bán cả đời của Wii U. Vào cuối năm 2017, Nintendo Switch là hệ máy bán chạy nhất trong lịch sử nước Mỹ và vào tháng 11 năm 2018, Switch là hệ máy bán chạy nhất trong tất cả các máy thế hệ thứ 8 ở Mỹ.
Một phiên bản sau đó với phần cứng được chỉnh sửa lại, Switch Lite, phát hành vào tháng 9 năm 2019. Thiết bị tích hợp Joy-Con vào thân máy với hệ số về mặt hình thức là nhỏ hơn, làm cho thiết bị là máy cầm tay hoàn toàn chứ không phải là một hệ máy lai. Các chi tiết khác được mô tả dưới đây trong phần Máy chơi trò chơi điện tử cầm tay.

### So sánh
| Dòng sản phẩm                  | Dòng sản phẩm                                                               | Nintendo | Nintendo | PlayStation 4 | PlayStation 4 | PlayStation 4 | Xbox One | Xbox One | Xbox One |
| Tên                            | Tên                                                                         | Wii U | Nintendo Switch | PlayStation 4 | PlayStation 4 Slim | PlayStation 4 Pro | Xbox One | Xbox One S | Xbox One X |
| ------------------------------ | --------------------------------------------------------------------------- | --- | --- | --- | --- | --- | --- | --- | --- |
| Logo                           |                                                                             | | | | | | | | |
| Hình ảnh                       |                                                                             | | | | | | | | |
| Máy Wii U màu trắng và GamePad | Máy Nintendo Switch ở chế độ gắn đế với bộ điều khiển Joy-Con trong tay cầm | Máy PlayStation 4 và bộ điều khiển DualShock 4 | Máy PlayStation 4 Slim | Máy PlayStation 4 Pro | Máy Xbox One, tay cầm và Kinect cảm biến | Máy và tay cầm Xbox One S | Máy Xbox One X | | |
| Nhà chế tạo                    | Nhà chế tạo                                                                 | Nintendo | Nintendo | Sony Interactive | Sony Interactive | Sony Interactive | Microsoft | Microsoft | Microsoft |
| Ngày phát hành                 | Ngày phát hành                                                              | - NA: November 18, 2012 - EU: November 30, 2012 - AU: November 30, 2012 - JP: December 8, 2012 | - WW: March 3, 2017 | - NA: November 15, 2013 - EU: November 29, 2013 - AU: November 29, 2013 - JP: February 22, 2014 | - WW: September 15, 2016 | - WW: November 10, 2016 | - NA: November 22, 2013 - EU: November 22, 2013 (select countries only) - AU: November 22, 2013 - JP: September 4, 2014 | - NA: August 2, 2016 (select countries only) - EU: August 2, 2016 (select countries only) - AU: August 2, 2016 - JP: November 24, 2016 - WW: April 16, 2019 (all digital edition) | - WW: November 7, 2017 |
| Giá bán ban đầu                | US$                                                                         | 299,99 đô la Mỹ (38.239 đô la Mỹ vào năm 2022) | 299,99 đô la Mỹ (35.815 đô la Mỹ vào năm 2022) | 399,99 đô la Mỹ (50.250 đô la Mỹ vào năm 2022) | 299,00 đô la Mỹ (36.459 đô la Mỹ vào năm 2022) | 399,00 đô la Mỹ (48.652 đô la Mỹ vào năm 2022) | 499,99 đô la Mỹ (62.813 đô la Mỹ vào năm 2022) | 299,00 đô la Mỹ (36.459 đô la Mỹ vào năm 2022) | 499,99 đô la Mỹ (59.692 đô la Mỹ vào năm 2022) |
| Giá bán ban đầu                | €                                                                           | Set by retailers | 320 € | Bản mẫu:EU€ | | | 499 € | | |
| Giá bán ban đầu                | GB£                                                                         | Set by retailers | 279,99 bảng Anh (37.207 bảng Anh vào năm 2023) | 349,00 bảng Anh (50.523 bảng Anh vào năm 2023) | | 345,00 bảng Anh (47.485 bảng Anh vào năm 2023) | 429,00 bảng Anh (62.105 bảng Anh vào năm 2023) | | |
| Giá bán ban đầu                | A$                                                                          | Bản mẫu:AU$ | Bản mẫu:AU$ | Bản mẫu:AU$ | | Bản mẫu:AU$ | Bản mẫu:AU$ | | |
| Giá bán ban đầu                | JP¥                                                                         | 26,250 yên Nhật (26.461 yên Nhật vào năm 2019) | 29,980 yên Nhật (29.111 yên Nhật vào năm 2019) | 41,979 yên Nhật (41.937 yên Nhật vào năm 2019) | | | | | |
| Giá hiện tại                   | Giá hiện tại                                                                | Discontinued | Same as launch prices | - US$349 - £299 - A$479 (500 GB Model) | Same as launch prices | Same as launch prices | Launch Model Same as launch prices 1TB Model (without Kinect) - 349 đô la Mỹ - £299 - A$499 (500GB Model) | Same as launch prices | Same as launch prices |
| Ngưng sản xuất                 | Ngưng sản xuất                                                              | January 31, 2017 | In production | September 15, 2016 | In production | Japan:January 5, 2021 | August 25, 2017 | In production (All-Digital version discontinued July 16, 2020) | July 16, 2020 |
| Doanh số                       | Đã chuyển đi                                                                | 13.56 triệu (tính đến ngày 31 tháng 12 năm 2018) | 79.87 triệu (combined), 66.34 triệu (standard unit only) (tính đến ngày 31 tháng 12 năm 2020)                                                                                    | 113.6 triệu (tính đến ngày 30 tháng 9 năm 2020) | 113.6 triệu (tính đến ngày 30 tháng 9 năm 2020) | 113.6 triệu (tính đến ngày 30 tháng 9 năm 2020) | 10.00 triệu (tính đến tháng 12 năm 2014) | 10.00 triệu (tính đến tháng 12 năm 2014) | 10.00 triệu (tính đến tháng 12 năm 2014) |
| Doanh số                       | Đã bán ra                                                                   | Not reported | Not reported | 106 triệu (tính đến ngày 31 tháng 12 năm 2019) | 106 triệu (tính đến ngày 31 tháng 12 năm 2019) | 106 triệu (tính đến ngày 31 tháng 12 năm 2019) | 46.9 triệu (estimated tính đến ngày 30 tháng 6 năm 2019) | 46.9 triệu (estimated tính đến ngày 30 tháng 6 năm 2019) | 46.9 triệu (estimated tính đến ngày 30 tháng 6 năm 2019) |
| Doanh số                       | Tựa trò chơi bán cháy nhất                                                  | Mario Kart 8, 8.42 triệu (tính đến ngày 30 tháng 9 năm 2018) | Mario Kart 8 Deluxe, 33.41 triệu (tính đến ngày 31 tháng 12 năm 2020) | Uncharted 4: A Thief's End, 15.00 triệu (tính đến ngày 31 tháng 3 năm 2019) | Uncharted 4: A Thief's End, 15.00 triệu (tính đến ngày 31 tháng 3 năm 2019) | Uncharted 4: A Thief's End, 15.00 triệu (tính đến ngày 31 tháng 3 năm 2019) | PlayerUnknown's Battlegrounds, 8.00 triệu (tính đến tháng 7 năm 2018) | PlayerUnknown's Battlegrounds, 8.00 triệu (tính đến tháng 7 năm 2018) | PlayerUnknown's Battlegrounds, 8.00 triệu (tính đến tháng 7 năm 2018) |
| Doanh số                       | Tựa trò chơi bán cháy nhất                                                  | List of best-selling Wii U video games | List of best-selling Nintendo Switch video games | List of best-selling PlayStation 4 video games | List of best-selling PlayStation 4 video games | List of best-selling PlayStation 4 video games | List of best-selling Xbox One video games | List of best-selling Xbox One video games | List of best-selling Xbox One video games |
| Media                          | Distribution                                                                | - Wii U Optical Disc (25 GB) (5x CAV) | Nintendo Switch game card (1-64 GB) | Blu-ray (25/50 GB) (6x CAV) | Blu-ray (25/50 GB) (6x CAV) | Blu-ray (25/50 GB) (6x CAV) | Blu-ray (25/50/66/100 GB) | Blu-ray (25/50/66/100 GB) | Blu-ray (25/50/66/100 GB) |
| Media                          | Khác                                                                        | Wii Optical Disc (4.7/8.5 GB) (6x CAV) | — | Blu-ray, DVD | Blu-ray, DVD | Blu-ray, DVD | Blu-ray, DVD, CD | Ultra HD Blu-ray, Blu-ray, DVD, CD | Ultra HD Blu-ray, Blu-ray, DVD, CD |
| CPU                            | Loại                                                                        | Tri-Core IBM PowerPC Espresso | Quad-core ARM Cortex-A57, quad-core ARM Cortex-A53 | Octa-core AMD Jaguar-based | Octa-core AMD Jaguar-based | Octa-core AMD Jaguar-based | Octa-core AMD Jaguar-based | Octa-core AMD Jaguar-based | Octa-core AMD Jaguar-based |
| CPU                            | ISA                                                                         | PowerPC | ARMv8-A | x86-64 | x86-64 | x86-64 | | | |
| CPU                            | Clock speed                                                                 | 1.24 GHz | 1.02 GHz | 1.60 GHz | 1.60 GHz | 2.13 GHz | 1.75 GHz | 1.75 GHz | 2.30 GHz |
| CPU                            | L1 cache                                                                    | 192 kB | 576 kB | 512 kB | 512 kB | 512 kB | 512 kB | 512 kB | 512 kB |
| CPU                            | L2 cache                                                                    | 3 MB | 2.5 MB | 4 MB | 4 MB | 4 MB | 4 MB | 4 MB | 4 MB |
| CPU                            | L3 cache                                                                    | 32 MB eDRAM @ 550 MHz (256 GB/s) | — | — | — | — | 32 MB eSRAM @ 853 MHz (204 GB/s) | 32 MB eSRAM @ 914 MHz (219 GB/s) | — |
| CPU                            | L3 cache                                                                    | 3 MB eSRAM | — | — | — | — | 32 MB eSRAM @ 853 MHz (204 GB/s) | 32 MB eSRAM @ 914 MHz (219 GB/s) | — |
| CPU                            | Quy trình                                                                   | 45 nm | 20 nm | 28 nm | 16 nm | 16 nm | 28 nm | 16 nm | 16 nm |
| CPU                            | Secondary                                                                   | ARM9 processor (for background tasks) | — | ARM processor (for background tasks) | ARM processor (for background tasks) | — | — | — | — |
| GPU                            | Type                                                                        | AMD Radeon-based "Latte" | Nvidia GM20B Maxwell-based | AMD Radeon-based "Liverpool" | AMD Radeon-based "Liverpool" | AMD Radeon-based "Neo" | AMD Radeon-based "Durango" | AMD Radeon-based "Durango 2" | AMD Radeon-based "Scorpio Engine" |
| GPU                            | Clock speed                                                                 | 550 MHz | 307.2-768 MHz | 800 MHz | 800 MHz | 911 MHz | 853 MHz | 914 MHz | 1,172 MHz |
| GPU                            | Stream processors                                                           | 320 | 256 | 1152 | 1152 | 2304 | 768 | 768 | 2560 |
| GPU                            | TFLOP/s                                                                     | 0.352 | 0.157-0.393 | 1.843 | 1.843 | 4.198 | 1.310 | 1.404 | 6.001 |
| GPU                            | TMUs                                                                        | 16 | 16 | 72 | 72 | 144 | 48 | 48 | 160 |
| GPU                            | Texture rate                                                                | 8.8 GTexel/s | 4.9-12.3 GTexel/s | 57.6 GTexel/s | 57.6 GTexel/s | 131.2 GTexel/s | 40.9 GTexel/s | 43.8 GTexel/s | 187.5 GTexel/s |
| GPU                            | ROPs                                                                        | 8 | 16 | 32 | 32 | 64 | 16 | 16 | 32 |
| GPU                            | Pixel rate                                                                  | 4.4 GPixel/s | 4.9-12.3 GPixel/s | 25.6 GPixel/s | 25.6 GPixel/s | 58.30 GPixel/s | 13.6 GPixel/s | 14.6 GPixel/s | 37.5 GPixel/s |
| GPU                            | Compute units                                                               | 5 | 2 | 18 | 18 | 36 | 12 | 12 | 40 |
| GPU                            | Process                                                                     | 40 nm | 20 nm | 28 nm | 16 nm | 16 nm | 28 nm | 16 nm | 16 nm |
| Memory                         | Main                                                                        | 2 GB DDR3 SDRAM | 4 GB LPDDR4 SDRAM | 8 GB GDDR5 SDRAM | 8 GB GDDR5 SDRAM | 8 GB GDDR5 SDRAM | 8 GB DDR3 SDRAM | 8 GB DDR3 SDRAM | 12 GB GDDR5 SDRAM |
| Memory                         | Clock speed                                                                 | 800 MHz (1600 MHz effective) | 1600 MHz (3200 MHz effective) | 1375 MHz (5500 MHz effective) | 1375 MHz (5500 MHz effective) | 1700 MHz (6800 MHz effective) | 1066.5 MHz (2133 MHz effective) | 1066.5 MHz (2133 MHz effective) | 1700 MHz (6800 MHz effective) |
| Memory                         | Bandwidth                                                                   | 12.8 GB/s | 25.6 GB/s | 176.0 GB/s | 176.0 GB/s | 217.6 GB/s | 68.3 GB/s | 68.3 GB/s | 326.4 GB/s |
| Memory                         | Reserved                                                                    | 1 GB | 1 GB | 3.5 GB | 3.5 GB | 3.5 GB | 3 GB | 3 GB | 3 GB |
| Memory                         | Secondary                                                                   | — | — | 256 MB DDR3 RAM | 256 MB DDR3 RAM | 1 GB DDR3 RAM | — | — | — |
| Bộ nhớ                         | Trong                                                                       | 8 GB/32 GB eMMC bộ nhớ flash (không thể thay thế) 1 GB bộ nhớ flash (reserved for the OS) | 32 GB eMMC NAND bộ nhớ flash (không thể thay thế) | 500 GB HDD, 1 TB HDD (user replaceable) | 500 GB HDD, 1 TB HDD (user replaceable) | 1 TB HDD (user replaceable) | 500 GB HDD, 1 TB HDD (không thể thay thế) 8 GB bộ nhớ flash (reserved for the OS) | 500 GB HDD, 1 TB HDD, 2 TB HDD (không thể thay thế) 8 GB bộ nhớ flash (reserved for the OS) | 1 TB HDD, (không thể thay thế) 8 GB bộ nhớ flash (reserved for the OS) |
| Bộ nhớ                         | Ngoài                                                                       | Supports up to 32 GB SDHC cards Supports up to 2 TB USB HDD (Wii U Mode only) | Supports microSD/microSDHC/microSDXC up to 2 TB | Supports USB HDD over 240GB up to 8 TB (with System Software 4.50) | Supports USB HDD over 240GB up to 8 TB (with System Software 4.50) | Supports USB HDD over 240GB up to 8 TB (with System Software 4.50) | Supports USB 3.0 HDD larger than 256 GB up to 16 TB | Supports USB 3.0 HDD larger than 256 GB up to 16 TB | Supports USB 3.0 HDD larger than 256 GB up to 16 TB |
| Bộ nhớ                         | Cài đặt trò chơi                                                            | Chỉ những trò chơi đã tải xuống mới có thể được cài đặt vào bộ nhớ | Trò chơi đã tải xuống có thể được cài đặt vào bộ nhớ trong hoặc thẻ SD | Tất cả các trò chơi phải được cài đặt vào ổ cứng được kết nối | Tất cả các trò chơi phải được cài đặt vào ổ cứng được kết nối | Tất cả các trò chơi phải được cài đặt vào ổ cứng được kết nối | Tất cả các trò chơi phải được cài đặt vào ổ cứng được kết nối | Tất cả các trò chơi phải được cài đặt vào ổ cứng được kết nối | Tất cả các trò chơi phải được cài đặt vào ổ cứng được kết nối |
| Network                        | Wireless                                                                    | - 802.11 a/b/g/n Wi-Fi @ 2.4 GHz - 802.11n Wi-Fi @ 5.0 GHz | 802.11 a/b/g/n/ac Wi-Fi @ 2.4 and 5.0 GHz | 802.11b/g/n Wi-Fi @ 2.4 GHz | 802.11a/b/g/n/ac Wi-Fi | 802.11a/b/g/n/ac Wi-Fi | 802.11a/b/g/n dual-band Wi-Fi @ 2.4 GHz and 5.0 GHz | 802.11a/b/g/n/ac dual-band Wi-Fi @ 2.4 GHz and 5.0 GHz | 802.11a/b/g/n/ac dual-band Wi-Fi @ 2.4 GHz and 5.0 GHz |
| Network                        | Wired                                                                       | Fast Ethernet | Fast Ethernet | Gigabit Ethernet | Gigabit Ethernet | Gigabit Ethernet | Gigabit Ethernet | Gigabit Ethernet | Gigabit Ethernet |
| Kích thước                     | Kích thước                                                                  | Khi đặt nằm ngang: Width: 172 mm (6.7 in) Height: 46 mm (1.8 in) Length: 268.5 mm (10.5 in) (có thể để dọc bằng cách sử dụng giá đỡ) | Console laying flat: Width: 102 mm (4,0 in) Height: 13,9 mm (0,55 in) Length: 203,1 mm (8,00 in) (Console only) 239 mm (9,4 in) (Joy-Con attached) (must be oriented vertically) | Khi đặt nằm ngang: Width: 275 mm (10.8 in) Height: 53 mm (2.0 in) Length: 305 mm (12.0 in) (có thể để dọc bằng cách sử dụng giá đỡ)                                                                      | Khi đặt nằm ngang: Width: 265 mm (10.4 in) Height: 39 mm (1.5 in) Length: 288 mm (11.3 in) (có thể để theo chiều dọc bằng cách sử dụng giá đỡ)                                                           | Khi đặt nằm ngang: Width: 295 mm (11.6 in) Height: 55 mm (2.2 in) Length: 327 mm (12.9 in) (có thể để theo chiều dọc bằng cách sử dụng giá đỡ)                                                           | Khi đặt nằm ngang: Width: 309 mm (12.1 in) Height: 83 mm (3.2 in) Length: 258 mm (10.1 in) (must be oriented horizontally) | Khi đặt nằm ngang: Width: 295 mm (11.6 in) Height: 64 mm (2.5 in) Length: 227 mm (8.9 in) (có thể để theo chiều dọc bằng cách sử dụng giá đỡ) | Khi đặt nằm ngang: Width: 300 mm Height: 60 mm Length: 240 mm (có thể để dọc bằng cách sử dụng giá đỡ) |
| Trọng lượng                    | Trọng lượng                                                                 | 1,5 kg (3,3 lb) | 0,297 kg (0,65 lb) (Console only) 0,398 kg (0,88 lb) (Joy-Con attached) | 2,8 kg (6,2 lb) | 2,1 kg (4,6 lb) | 3,3 kg (7,3 lb) | 3,2 kg (7,1 lb) | 2,9 kg (6,4 lb) | 3,8 kg (8,4 lb) |
| Năng lượng                     | Năng lượng                                                                  | 75 W (bên ngoài bộ nguồn) | 4,310 mAh, 3.7 V pin Li-ion Max. 39 W (external power supply) | Max. 223 W (internal power supply) | Max. 163 W (internal power supply) | Max. 289 W (internal power supply) (PSU) Max. 310 W (internal power supply) (Product Page) | Max. 220 W (external power supply) | Max. 125 W (internal power supply) | Max. 245 W (internal power supply) |
| Phụ kiện đi kèm                | Phụ kiện đi kèm                                                             | All Models - Wii U GamePad - Stylus - Wii Sensor Bar - HDMI cable Deluxe/Premium Model only - Wii U GamePad stand - Wii U GamePad charging cradle - Wii U console stand | - Two Joy-Con controllers (L and R) - Two Joy-Con straps - Joy-Con Grip - Switch Dock - HDMI cable                                                                               | - Tay cầm DualShock 4 - Micro-USB cable (for charging DualShock 4) - Wired mono headset - HDMI cable | - Tay cầm DualShock 4 - Micro-USB cable (for charging DualShock 4) - Wired mono headset - HDMI cable | - Tay cầm DualShock 4 - Micro-USB cable (for charging DualShock 4) - Wired mono headset - HDMI cable | - Xbox One controller - Kinect sensor (in some bundles) - Wired mono headset - HDMI cable | - Xbox One controller - Wired mono headset - HDMI cable | - Xbox One controller - Wired mono headset - HDMI cable |
| Video                          | Output                                                                      | 1080p, 1080i, 720p, 480p - HDMI out 1.4b - Component video - [[YPbPr\|Bản mẫu:YPbPr]] (D-Terminal out Japan only) 576i, 480i (standard 4:3 and 16:9 anamorphic widescreen) - Composite video - S-Video (NTSC consoles only) - RGB SCART (PAL consoles only) - D-Terminal (Japanese consoles only) | 720p (undocked) - Via 6.2-inch, 1280 × 720p LCD screen @ 237 ppi 1080p, 720p and 480p (docked) - HDMI out 1.4b                                                                   | 1080p, 1080i, 720p, and 480p - HDR10 - HDMI out 1.4b | 1080p, 1080i, 720p, and 480p - HDR10 - HDMI out 1.4b | 4K 2160p, 1080p, 1080i, 720p, and 480p - HDR10 - HDMI out 2.0a | 1080p, 720p, and 480p - HDMI in/out 1.4b | 4K 2160p, 1440p, 1080p, 720p, and 480p - HDR10 - Dolby Vision - HDMI out 2.0a (Xbox One S) - HDMI out 2.0b (Xbox One X) - HDMI in 1.4b - AMD FreeSync support | 4K 2160p, 1440p, 1080p, 720p, and 480p - HDR10 - Dolby Vision - HDMI out 2.0a (Xbox One S) - HDMI out 2.0b (Xbox One X) - HDMI in 1.4b - AMD FreeSync support |
| Video                          | Integrated 3DTV support                                                     | Không | Không | Có | Có | Có | Có | Có | Có |
| Video                          | Second screen                                                               | Wii U GamePad (bundled with console) | — | PlayStation Vita PlayStation App on iOS and Android devices | PlayStation Vita PlayStation App on iOS and Android devices | PlayStation Vita PlayStation App on iOS and Android devices | Xbox Console Companion on Android, iOS, Windows 8, Windows 8.1, Windows 10, Windows Phone | Xbox Console Companion on Android, iOS, Windows 8, Windows 8.1, Windows 10, Windows Phone | Xbox Console Companion on Android, iOS, Windows 8, Windows 8.1, Windows 10, Windows Phone |
| Video                          | Remote                                                                      | Phát trực tuyến trò chơi cục bộ qua Off-TV Play tới Wii U GamePad cho một số trò chơi | — | Phát trực tuyến trò chơi cục bộ và từ xa qua Chơi từ xa tới PS Vita, macOS và Windows hoặc điện thoại thông minh Sony Xperia được chọn for all games, except those that require the PS Camera or PS Move | Phát trực tuyến trò chơi cục bộ và từ xa qua Chơi từ xa tới PS Vita, macOS và Windows hoặc điện thoại thông minh Sony Xperia được chọn for all games, except those that require the PS Camera or PS Move | Phát trực tuyến trò chơi cục bộ và từ xa qua Chơi từ xa tới PS Vita, macOS và Windows hoặc điện thoại thông minh Sony Xperia được chọn for all games, except those that require the PS Camera or PS Move | Phát trực tuyến trò chơi cục bộ qua Xbox App tới Windows 10 PC | Phát trực tuyến trò chơi cục bộ qua Xbox App tới Windows 10 PC | Phát trực tuyến trò chơi cục bộ qua Xbox App tới Windows 10 PC |
| Âm thanh                       | Âm thanh                                                                    | - 5.1 LPCM qua HDMI - Tương tự âm thanh nổi qua cổng "AV Multi Out" - Loa âm thanh nổi trên Wii U GamePad - Đầu ra âm thanh nổi qua giắc cắm 3,5 mm trên Wii U GamePad | - Ngõ ra 5.1 LPCM qua HDMI - Loa âm thanh nổi trên máy - Đầu ra âm thanh nổi qua giắc cắm 3,5 mm trên Bảng điều khiển                                                            | - 7.1 LPCM và đầu ra luồng bit qua HDMI - 2.0 LPCM và đầu ra luồng bit qua đầu ra quang - Đầu ra âm thanh nổi qua giắc cắm 3,5 mm trên DualShock 4 - Loa đơn âm trên DualShock 4                         | - 7.1 LPCM và đầu ra luồng bit qua HDMI - 2.0 LPCM và đầu ra luồng bit qua đầu ra quang - Đầu ra âm thanh nổi qua giắc cắm 3,5 mm trên DualShock 4 - Loa đơn âm trên DualShock 4                         | - 7.1 LPCM và đầu ra luồng bit qua HDMI - 2.0 LPCM và đầu ra luồng bit qua đầu ra quang - Đầu ra âm thanh nổi qua giắc cắm 3,5 mm trên DualShock 4 - Loa đơn âm trên DualShock 4                         | - 7.1 LPCM và đầu ra luồng bit qua HDMI - 2.0 LPCM và đầu ra luồng bit qua đầu ra quang - Hệ thống loa bên trong - Đầu ra âm thanh nổi qua cổng mở rộng trên bộ điều khiển (yêu cầu bộ điều hợp cho giắc cắm 3,5 mm) và qua cổng giắc 3,5 mm (chỉ xuất hiện trên các phiên bản bộ điều khiển thứ 2 và thứ 3) | - 7.1 LPCM và đầu ra luồng bit qua HDMI - 2.0 LPCM và đầu ra luồng bit qua đầu ra quang - Hệ thống loa bên trong - Đầu ra âm thanh nổi qua cổng mở rộng trên bộ điều khiển (yêu cầu bộ điều hợp cho giắc cắm 3,5 mm) và qua cổng giắc 3,5 mm (chỉ xuất hiện trên các phiên bản bộ điều khiển thứ 2 và thứ 3) | - 7.1 LPCM và đầu ra luồng bit qua HDMI - 2.0 LPCM và đầu ra luồng bit qua đầu ra quang - Hệ thống loa bên trong - Đầu ra âm thanh nổi qua cổng mở rộng trên bộ điều khiển (yêu cầu bộ điều hợp cho giắc cắm 3,5 mm) và qua cổng giắc 3,5 mm (chỉ xuất hiện trên các phiên bản bộ điều khiển thứ 2 và thứ 3) |
| Khả năng ngoại vi              | Khả năng ngoại vi                                                           | - Bluetooth 4.0 - HDMI (1 out port) - "AV Multi Out" port - 4 USB 2.0 ports (2 at front of console, 2 at rear) - Sensor Bar power port - Near Field Communication (NFC) | - Bluetooth 4.1 - HDMI (1 out port on dock) - 1 USB 3.0 port (on dock) - 2 USB 2.0 ports (on dock) - 1 USB-C port (on Console) - Near Field Communication (NFC)                  | - Bluetooth 2.1 + EDR - HDMI (1 out port) - 2 USB 3.0 ports (at front of console) - PS Camera AUX port - Optical out port - Ethernet port                                                                | - Bluetooth 4.0 (LE) - HDMI (1 out port) - 2 USB 3.1 (gen 1) ports (at front of console) - PS Camera AUX port - Optical out port - Ethernet port                                                         | - Bluetooth 4.0 (LE) - HDMI (1 out port) - 3 USB 3.1 (gen 1) ports - PS Camera AUX port - Optical out port - Ethernet port                                                                               | - Wi-Fi Direct - 2 HDMI (1 in port and 1 out port) - 3 USB 3.0 ports (1 at side of console, 2 at rear) - Kinect port - Optical out port - Ethernet port | - IR Blaster - Bluetooth 4.0 - 2 HDMI (1 in port and 1 out port) - 3 USB 3.0 ports (1 at front of console, 2 at rear) - Optical out port - S/PDIF - Ethernet port | - IR Blaster - Bluetooth 4.0 - 2 HDMI (1 in port and 1 out port) - 3 USB 3.0 ports (1 at front of console, 2 at rear) - Optical out port - S/PDIF - Ethernet port |
| Controller                     | Controller                                                                  | - Wii U GamePad - Wii U Pro Controller (lên đến 7) - Wii Remote/Plus (lên đến 7) - Nunchuk attachment - Classic Controller attachment - Wii Balance Board - Nintendo 3DS (chỉ một số trò chơi) - Tay cầm Nintendo GameCube (adapter required, only supports Super Smash Bros. for Wii U)          | - Joy-Con controller (lên đến 8) - Nintendo Switch Pro Controller (lên đến 8) - Tay cầm Nintendo GameCube (since version 4.0, adapter required)                                  | - Tay cầm DualShock 4 (lên đến 4) - PlayStation Move - PlayStation Camera - PlayStation Vita (chỉ một số trò chơi)                                                                                       | - Tay cầm DualShock 4 (lên đến 4) - PlayStation Move - PlayStation Camera - PlayStation Vita (chỉ một số trò chơi)                                                                                       | - Tay cầm DualShock 4 (lên đến 4) - PlayStation Move - PlayStation Camera - PlayStation Vita (chỉ một số trò chơi)                                                                                       | - Xbox One controller (lên đến 8) - Xbox Series X controller - Kinect - Computer Mouse (chỉ một số trò chơi) - Computer keyboard (chỉ một số trò chơi) - Amazon Alexa (chỉ điều khiển bằng giọng nói) | - Xbox One controller (lên đến 8) - Xbox Series X controller - Kinect - Computer Mouse (chỉ một số trò chơi) - Computer keyboard (chỉ một số trò chơi) - Amazon Alexa (chỉ điều khiển bằng giọng nói) | - Xbox One controller (lên đến 8) - Xbox Series X controller - Kinect - Computer Mouse (chỉ một số trò chơi) - Computer keyboard (chỉ một số trò chơi) - Amazon Alexa (chỉ điều khiển bằng giọng nói) |
| Khả năng cảm ứng               | Khả năng cảm ứng                                                            | Wii U GamePad tích hợp màn hình cảm ứng điện trở | Máy có cảm ứng đa điểm màn hình cảm ứng điện dung | DualShock 4 tích hợp 2 điểm điện dung bàn di chuột | DualShock 4 tích hợp 2 điểm điện dung bàn di chuột | DualShock 4 tích hợp 2 điểm điện dung bàn di chuột | — | — | — |
| Camera                         | Camera                                                                      | Wii U GamePad camera (bundled with all consoles) | — | PlayStation Camera | PlayStation Camera | PlayStation Camera | Kinect | Kinect (cần có bộ chuyển đổi để sử dụng) | Kinect (cần có bộ chuyển đổi để sử dụng) |
| Dịch vụ trực tuyến             |                                                                             | Nintendo Network - Nintendo eShop - Miiverse (discontinued) - Nintendo TVii (discontinued) - Wii U Chat (discontinued) | Nintendo Switch Online - Nintendo eShop | PlayStation Network - PlayStation Store - PlayStation Now - PlayStation Music - PlayStation Video - PlayMemories Online - PlayStation Vue                                                                | PlayStation Network - PlayStation Store - PlayStation Now - PlayStation Music - PlayStation Video - PlayMemories Online - PlayStation Vue                                                                | PlayStation Network - PlayStation Store - PlayStation Now - PlayStation Music - PlayStation Video - PlayMemories Online - PlayStation Vue                                                                | Xbox Live - Microsoft Store - Microsoft Movies & TV | Xbox Live - Microsoft Store - Microsoft Movies & TV | Xbox Live - Microsoft Store - Microsoft Movies & TV |
| Dịch vụ trực tuyến             |                                                                             | Tải xuống trò chơi và cập nhật tự động qua SpotPass | Tải xuống các bản cập nhật tự động | Tải xuống trò chơi và cập nhật tự động | Tải xuống trò chơi và cập nhật tự động | Tải xuống trò chơi và cập nhật tự động | Tải xuống trò chơi và cập nhật tự động | Tải xuống trò chơi và cập nhật tự động | Tải xuống trò chơi và cập nhật tự động |
| Dịch vụ trực tuyến             |                                                                             | Free | Paid Nintendo Switch Online subscription required for online multiplayer, except for free-to-play titles                                                                         | Paid PlayStation Plus subscription required for online multiplayer, except for free-to-play titles | Paid PlayStation Plus subscription required for online multiplayer, except for free-to-play titles | Paid PlayStation Plus subscription required for online multiplayer, except for free-to-play titles | Paid Xbox Live Gold subscription required for online multiplayer and party chat | Paid Xbox Live Gold subscription required for online multiplayer and party chat | Paid Xbox Live Gold subscription required for online multiplayer and party chat |
| Game DVR                       | Image                                                                       | Ảnh chụp màn hình có tích hợp Miiverse(có thể được chia sẻ với Facebook, Twitter, Google Plus và Tumblr) | Ảnh chụp màn hình có tích hợp Facebook và Twitter | Ảnh chụp màn hình có tích hợp Twitter | Ảnh chụp màn hình có tích hợp Twitter | Ảnh chụp màn hình có tích hợp Twitter | Ảnh chụp màn hình có tích hợp Twitter | Ảnh chụp màn hình có tích hợp Twitter | Ảnh chụp màn hình có tích hợp Twitter |
| Game DVR                       | Video                                                                       | Phát lại trò chơi có tích hợp YouTube (chỉ một vài trò) | Lên đến 30 giây với tích hợp Facebook và Twitter | Lên đến 1 giờ với tích hợp Dailymotion, Facebook, Twitter và YouTube; 720p cho tất cả các kiểu máy PS4, 1080p cho PS4 Pro                                                                                | Lên đến 1 giờ với tích hợp Dailymotion, Facebook, Twitter và YouTube; 720p cho tất cả các kiểu máy PS4, 1080p cho PS4 Pro                                                                                | Lên đến 1 giờ với tích hợp Dailymotion, Facebook, Twitter và YouTube; 720p cho tất cả các kiểu máy PS4, 1080p cho PS4 Pro                                                                                | Lên đến 5 phút; 1080p cho tất cả các kiểu máy Xbox One, 4K for Xbox One X (external storage required) | Lên đến 5 phút; 1080p cho tất cả các kiểu máy Xbox One, 4K for Xbox One X (external storage required) | Lên đến 5 phút; 1080p cho tất cả các kiểu máy Xbox One, 4K for Xbox One X (external storage required) |
| Game DVR                       | Live streaming                                                              | — | — | Phát trực tiếp tích hợp Dailymotion, Twitch, Ustream và YouTube Gaming | Phát trực tiếp tích hợp Dailymotion, Twitch, Ustream và YouTube Gaming | Phát trực tiếp tích hợp Dailymotion, Twitch, Ustream và YouTube Gaming | Phát trực tiếp với Mixer và tích hợp Twitch | Phát trực tiếp với Mixer và tích hợp Twitch | Phát trực tiếp với Mixer và tích hợp Twitch |
| Game DVR                       | Live streaming                                                              | Free | Free | Free | Free | Free | Paid subscription to Xbox Live Gold required | Paid subscription to Xbox Live Gold required | Paid subscription to Xbox Live Gold required |
| Khóa phân vùng                 | Khóa phân vùng                                                              | Khóa vùng | Không hạn chế | Không hạn chế | Không hạn chế | Không hạn chế | Không hạn chế | Không hạn chế | Không hạn chế |
| Danh sách trò chơi             | Danh sách trò chơi                                                          | Danh sách trò chơi Wii U | Danh sách trò chơi Nintendo Switch | Danh sách trò chơi PlayStation 4 | Danh sách trò chơi PlayStation 4 | Danh sách trò chơi PlayStation 4 | Danh sách trò chơi Xbox One | Danh sách trò chơi Xbox One | Danh sách trò chơi Xbox One |
| Tương thích ngược              | Tương thích ngược                                                           | Wii | Một phần | Một phần | Một phần | Một phần | Một phần | Một phần | Một phần |
| Phần mềm hệ thống              |                                                                             | Phần mềm hệ thống Wii U | Phần mềm hệ thống Nintendo Switch | Phần mềm hệ thống PlayStation 4 | Phần mềm hệ thống PlayStation 4 | Phần mềm hệ thống PlayStation 4 | Phần mềm hệ thống Xbox One | Phần mềm hệ thống Xbox One | Phần mềm hệ thống Xbox One |
| Phần mềm hệ thống              | Cập nhật                                                                    | Các bản cập nhật được tải xuống và cài đặt tự động ở Standby Mode | Có thể bật cập nhật tự động bằng cách bật Cập nhật phần mềm tự động trong System Settings                                                                                        | Các bản cập nhật được tải xuống và cài đặt tự động ở Rest Mode | Các bản cập nhật được tải xuống và cài đặt tự động ở Rest Mode | Các bản cập nhật được tải xuống và cài đặt tự động ở Rest Mode | Các bản cập nhật được tải xuống và cài đặt tự động trong Instant-on Mode | Các bản cập nhật được tải xuống và cài đặt tự động trong Instant-on Mode | Các bản cập nhật được tải xuống và cài đặt tự động trong Instant-on Mode |

## Máy chơi trò chơi điện tử cầm tay
Thế hệ thứ tám của máy chơi trò chơi điện tử cầm tay bắt đầu xu hướng chuyển dịch chung từ máy chơi trò chơi cầm tay chuyên dụng sang chơi trò chơi  di động trên các thiết bị thông minh, chẳng hạn như điện thoại thông minh và máy tính bảng. Do đó, các thiết bị thông minh đã làm xói mòn doanh số bán máy chơi trò chơi cầm tay chuyên dụng, với các nhà phân tích dự đoán thiết bị thông minh sẽ thay thế máy chơi trò chơi cầm tay trong tương lai gần.

### 3DS
Nintendo 3DS là một máy chơi trò chơi cầm tay được sản xuất bởi Nintendo, nó thừa kế Nintendo DS. Chiếc máy này có thể tự động chiếu hiệu ứng 3D mà không cần sử dụng bất kì kính hoặc bất kỳ phụ kiện 3D đi kèm nào. Nintendo 3DS có khả năng tương thích ngược với dòng Nintendo DS. Chiếc máy chơi trò chơi này chính thức được Nintendo công bố lần đầu vào tháng 3 năm 2010 tại sự kiện E3 2010, công ty đã mời người tham dự sử dụng thử máy. Nintendo 3DS có được thành công là nhờ vào dòng Nintendo DS, trước đây cạnh tranh với PlayStation Portable. Máy tiếp tục cạnh tranh với PlayStation Vita của Sony.
Nintendo 3DS phát hành tại Nhật Bản vào ngày 26 tháng 2, tại châu Âu vào ngày 25 tháng 3, tại Bắc Mỹ vào ngày 27 tháng 3 và tại Úc vào ngày 31 tháng 3 năm 2011. Vào ngày 28 tháng 7 cùng năm, Nintendo đã thông báo giảm giá lớn của máy bắt đầu từ ngày 12 tháng 8. Ngoài ra, kể từ tháng 9 năm 2011, người dùng đã mua máy ở mức giá ban đầu có quyền truy cập trước vào mười trò chơi Nintendo Entertainment System, các trò chơi đó có thể được cập nhật lên phiên bản phát hành công khai trên Nintendo eShop. Vào tháng 12 năm 2011, người dùng đã mua 3DS với giá ban đầu, nhận thêm mười trò chơi Game Boy Advance miễn phí, Nintendo sau đó tuyên bố họ không có ý định phát hành những trò chơi đó cho người mua giá sau.
Vào ngày 21 tháng 6 năm 2012, Nintendo công bố một mô hình 3DS mới và lớn hơn, có tên là Nintendo 3DS XL. Máy có hai màn hình lớn 90% so với 3DS nhưng độ phân giải là như nhau. Máy cũng có thời lượng pin dài hơn một chút. Máy phát hành vào ngày 28 tháng 7 tại Châu Âu và ngày 19 tháng 8 tại Bắc Mỹ cũng như Australasia vào ngày 23 tháng 8, và Brazil vào ngày 1 tháng 9 năm 2012.
Vào ngày 28 tháng 8 năm 2013, Nintendo đã công bố phiên bản giá rẻ của 3DS có tên là Nintendo 2DS. Hệ máy này chơi được tất cả các trò chơi Nintendo DS và Nintendo 3DS, mặc dù không có tùy chọn hiệu ứng 3D. Không giống như các máy trước đây của dòng DS, Nintendo 2DS sử dụng thiết kế giống như đá phiến thay vì vỏ sò. Máy ra mắt vào ngày 12 tháng 10 năm 2013 ở cả Châu Âu và Bắc Mỹ cũng như Australasia.
Vào ngày 29 tháng 8 năm 2014, Nintendo công bố một mô hình 3DS mới hơn có tên New Nintendo 3DS và New Nintendo 3DS XL. Hệ máy mới hơn sử dụng thẻ microSD thay vì kích thước đầy đủ và có đầu vào tương tự "nub" thứ hai, C-stick, Super-Stable 3D ™ (công nghệ theo dõi khuôn mặt cho phép màn hình 3D lập thể không cần kính liên tục thích ứng với vị trí chính xác của mắt người dùng khi di chuyển cánh tay và cơ thể) và bộ xử lý được nâng cấp cho phép các trò chơi nâng cao hơn, độc quyền NN3DS (ví dụ: phiên bản chuyển 3D của trò chơi Wii nổi tiếng Xenoblade Chronicles) không thể chơi trên Nintendo 3DS gốc / 2DS, mặc dù Nintendo 3DS mới vẫn có thể chơi tất cả trò chơi 3DS và hầu hết các trò chơi  DS/i. Máy phát hành tại Nhật Bản vào ngày 11 tháng 10, tại Australasia vào ngày 21 tháng 11 năm 2014, tại châu Âu vào ngày 13 tháng 2 năm 2015, và một phiên bản XL được phát riêng cho Bắc Mỹ vào ngày 13 tháng 2 năm 2015. Một phiên bản nhỏ hơn dành cho Bắc Mỹ được phát hành vào ngày 25 tháng 9 năm 2015 đi kèm với trò chơi Animal Crossing: Happy Home Designer. Vào tháng 4 năm 2017, Nintendo công bố New Nintendo 2DS XL, phát hành tại Nhật Bản vào ngày 13 tháng 7 năm và tại Bắc Mỹ vào ngày 28 tháng 7 năm 2017. Đây là phiên bản cùng dòng với New Nintendo 3DS XL, với kích thước màn hình giống hệt nhưng thiết kế mỏng hơn và không có 3D lập thể.
Dòng 3DS chính thức ngừng hoạt động vào tháng 9 năm 2020.

### PS Vita
PlayStation Vita là máy chơi trò chơi cầm tay thứ hai (và là cuối cùng) được phát triển bởi Sony Interactive Entertainment. Máy kế thừa PlayStation Portable như một phần của thương hiệu PlayStation. Máy phát hành tại Nhật Bản vào ngày 17 tháng 12 năm 2011, ở Châu Âu và Bắc Mỹ vào ngày 22 tháng 2 năm 2012.
Máy chơi cầm tay này bao gồm hai cần analog, màn hình cảm ứng điện dung đa điểm OLED / LCD 5 inch (130 mm) và hỗ trợ Bluetooth, Wi-Fi, 3G tùy chọn. Bên trong, PS Vita có bộ xử lý ARM Cortex-A9 MPCore 4 nhân và bộ xử lý đồ họa 4 nhân SGX543MP4 +, cũng như phần mềm LiveArea làm giao diện người dùng chính, kế thừa XrossMediaBar.
The device is backward-compatible with a subset of the PSP and PS One games digitally released on the PlayStation Network via the PlayStation Store. The graphics for PSP releases are upscaled, with a smoothing filter to reduce pixelation.
Thiết bị này tương thích ngược với các trò chơi của  PSP và PS One được phát hành kỹ thuật số trên PlayStation Network thông qua PlayStation Store. Đồ họa cho các bản phát hành của PS Portable được tăng kích thước, với bộ lọc làm mịn để giảm pixel.
Sony chưa từng công bố doanh số trọn đời của Vita nhưng ước tính từ 15 đến 16 triệu. Sony đã ngừng sản xuất PlayStation Vita vào ngày 1 tháng 3 năm 2019, và không có kế hoạch cho kế nhiệm.

### Nintendo Switch Lite
Nintendo phát hành Nintendo Switch Lite, một bản sửa đổi phần cứng của Switch, trên toàn thế giới vào ngày 20 tháng 9 năm 2019. Thiết kế ban đầu là một phiên bản rẻ hơn của Switch, Switch Lite tích hợp Joy-Con vào thân máy chính, loại bỏ một số tính năng của Joy -Các, một vài trò chơi trong thư viện của Switch yêu cầu chế độ TV hoặc thân máy sẽ không thể sửa dụng trên Switch Lite. Ngoài ra, không thể gắn Switch Lite vào đế. Thiết bị này nhỏ hơn và nhẹ hơn Switch chính và sử dụng phần cứng cấp nguồn thấp hơn nhằm cải thiện hiệu suất pin. Mặt khác, máy hỗ trợ tất cả các tính năng khác của Switch, bao gồm cả khả năng giao tiếp của nó.

### So sánh các máy cầm tay
| Nintendo 3DS: - JP: Ngày 26 tháng 2 năm 2011 - EU: 25 tháng 3 năm 2011 - NA: 27 tháng 3 năm 2011 - AU: 31 tháng 3 năm 2011 - KOR: 28 tháng 4 năm 2012 Nintendo 3DS XL: - JP: 28 tháng 7 năm 2012 - EU: 28 tháng 7 năm 2012 - NA: 19 tháng 8 năm 2012 - AU: 23 tháng 8 năm 2012 - KOR: 20 tháng 9 năm 2012 Nintendo 2DS: - EU: Ngày 12 tháng 10 năm 2013 - NA: 12 tháng 10 năm 2013 - AU: 12 tháng 10 năm 2013 - KOR: tháng 12 năm 2013 - JP: 27 tháng 2 năm 2016 | New Nintendo 3DS: - JP: 11 tháng 10, 2014 - AU: 20 tháng 11, 2014 - EU: 6 tháng 1, 2015 (Phiên bản Ambassador) - EU: 13 tháng 2, 2015 (Phát hành chung) - NA: 25 tháng 9, 2015 New Nintendo 3DS XL: - JP: 11 tháng 10, 2014 - AU: 20 tháng 11, 2014 - EU: 13 tháng 2, 2015 - NA: 13 tháng 2, 2015 New Nintendo 2DS XL: - AU: Ngày 15 tháng 6 năm 2017 - JP: 13 tháng 7 năm 2017 - KOR: 13 tháng 7 năm 2017 - NA: 28 tháng 7 năm 2017 - EU: 28 tháng 7 năm 2017 |

| Nintendo 3DS: - ¥25,000 - 249,99 đô la Mỹ - £/€, giá do các nhà bán lẻ tự đặt - A$349.95 Nintendo 3DS XL: - ¥18,900 - 199,99 đô la Mỹ - £/€, giá do các nhà bán lẻ tự đặt - A$249.90 Nintendo 2DS: - 129,99 đô la Mỹ - £/€, giá do các nhà bán lẻ tự đặt - A$149.95 | New Nintendo 3DS: - ¥16,000 - A$219.95 - £/€, giá do các nhà bán lẻ tự đặt New Nintendo 3DS XL: - ¥18,900 - A$249.95 - £/€, giá do các nhà bán lẻ tự đặt - US$199.99 New Nintendo 2DS XL: - US$149.99 - A$199.95 |

| Wi-Fi+3G - ¥29,980 - 299 đô la Mỹ - €299 - £279.99 - A$419.95 Wi-Fi - ¥24,980 - 249 đô la Mỹ - €249 - £229.99 - A$349.95 PCH-2000 - ¥19,929 - £180 |